# コインパレス
株式会社コインパレスは、兵庫県神戸市中央区に本拠を置く、金貨・銀貨・延べ板の販売、鑑定代行、オークション代理入札などを行う企業。PCGS・NGC認定ディーラー。英国王立造幣局（ロイヤル・ミント社）公式代理店
。イギリスコインに特化したアンティークコイン、モダンコイン、地金型金貨を含む地金型コインを取り扱う。

## 概要
アンティークコインは欧米では分散投資の対象として定着しており、富裕層を中心に300万人のコレクター人口があり、内訳は、アメリカ合衆国に約150万人、ヨーロッパに約150万人。日本はわずか2万人程度といわれる。恩師より送られた1枚のコインを機に、投資の魅力と美しさに魅了された安井将弘が、こうした点に着目し設立。アンティークコイン業者は東京一極集中化の傾向にあるが、同社は高額なテナント料のコイン価格への転嫁を避ける目的で、神戸にショールームを構えた。取扱商品では、デザインが洗練され注目度が高い上、この四半世紀値下がりがなく、特に価格の下落が少ないとされるイギリスコインに特化している。
ヤフオクの「アンティークコイン部門」で月間売り上げNo.1を達成、さらに2021年「BEST STORE AWARD」にて「急上昇ストア賞」を受賞。2018年8月26日には、「賃貸経営EXPO & 投資EXPO in OSAKA」にも出展。2022年7月、楽天・月間優良ショップ賞、2024年4月度楽天市場月間優良ショップ「ジャンル賞」受賞。王立オーストラリア造幣局「パースミント」との公式ディストリビューター契約を行っている。2025大阪・関西万博マスターライセンスオフィス(2025MLO）とサブライセンス契約。
代表の安井将弘は、西日本初のPCGS（Professional Coin Grading Service）とNGC（Numismatic Guaranty Corporation）の認定ディーラーで、日本におけるアンティークコイン投資の第一人者として知られ、著書も多い。
2016年4月には、アンティークコイン専門店として国内初の「会員制サロン兼ショールーム」をオープン。
出版事業も行っており、2023年8月には、新型コロナ禍や2022年ロシアによるウクライナ侵攻などの要因による日本での地金型コイン市場の活況を受け、日本初となる「地金型コイン」に関する情報をまとめた『日本滅亡の前に地金型コインで資産を守れ!!』の編集にも携わる（文彩堂出版）。
2024年7月29日には、日本初上陸となるロイヤルミントから独立したジュエリーブランド「886 THE ROYAL MINT」の取り扱いを公式オンラインショップにて、開始。

## 事業内容

### アンティークコイン販売事業
- アンティークコインの販売、販売代行、鑑定代行、インターネット通販（ヤフオク[14]、楽天[21]）ほか。オークション入札代行（ヘリテージオークション・Stack's Bowers Galleries）、出品代行事業（ヘリテージオークション、MDCモナコオークション）[22][23][24]。
- 利用者中心型のコイン売買サイト「コインプラザ」の運営（2020年10月-）[25]。

※取扱商品は、コイン業界の標準となる、アメリカの第三者機関格付機関であるPCGSとNGCの2つの鑑定機関の鑑定品をメインとする。

### 出版事業
- 『99％勝てる!99％の日本人が知らないアンティークコイン投資究極の資産防衛メソッド 実践編』（2016年12月20日発売、セルバ出版）[26]
- 『究極の資産防衛メソッド！アンティークコイン投資 イギリス王室編』（2018年6月29日発売、セルバ出版）
- 『これが最後の投資になる！はじめてのアンティークコイン投資』（2020年8月21日発売、セルバ出版）[27][28][29]
- 『世界アンティークコイン大事典』（編集、2021年1月8日発行、セルバ出版）
- 『イギリスコイン コレクターズ ハンドブック モダンコイン 記念コイン編』（2021年8月18日発売、一般社団法人日本電子書籍技術普及協会）[30]
- 『世界の名品 アンティークコイン300選』（編集、2022年4月4日発行、一般社団法人日本電子書籍技術普及協会）
- 『世界の貨幣物語 アンティークコイン101話 貨幣収集の指標』（編集、2022年12月28日発行、一般社団法人日本電子書籍技術普及協会）
- 『英国アンティークコイン展 公式図録』（2023年3月28日発行、一般社団法人日本電子書籍技術普及協会）
- 『【改訂版】ついに最後の投資になる！　はじめてのアンティークコイン投資』（2023年7月24日発売、セルバ出版）
- 『日本滅亡の前に地金型コインで資産を守れ!!』（編集、2023年8月10日発売、文彩堂出版）
- 『後世に語り継ぐべきアンティークコイン基礎知識編』（編集、2023年9月22日発売、文彩堂出版）
- 『CBDCに備えろ!!地金型コイン投資』（2024年6月13日発売、文彩堂出版）[31]

## 沿革
- 2012年 - 12月、創業[2]。
- 2015年 - 「コインパレス」創業[6][1][13]。
- 2016年
  - 1月29日、新神戸駅前「神戸芸術センター」8 階に移転。会員制ショールームをオープン[7]。
  - 2月、創立[2]。
  - 『コレクターズハンドブック』を発刊。
  - 『99％勝てる！99％の日本人が知らないアンティークコイン投資究極の資産防衛メソッド 実践編』（安井将弘著）出版[32]。
  - PCGS社の認定ディーラーとして、認定を受ける[10]。
- 2017年 - 12月7日、ショールーム拡大。NGC社の認定ディーラーとして認定を受ける。
- 2018年 - 『究極の資産防衛メソッド！アンティークコイン投資 ( イギリス王室編）安井将弘著 )』出版[33]。
- 2020年 - 『これが最後の投資になる！はじめてのアンティークコイン投資』（安井将弘著）出版。WEB アプリ「コインプラザ」リリース[25]。
- 2021年 - 『世界アンティークコイン大事典（平木啓一著）』編集。
- 2022年
  - 5月31日、『世界の名品 アンティークコイン300選 戦争 金融危機 インフレに最適の現物資産!』発売（平木啓一著）編集[34][35]。
  - 8月、楽天市場で月間MVP「楽天ショップ・オブ・ザ・マンス」おもちゃ・ホビー・ゲームカテゴリのジャンル賞受賞（2022年8月度）[36]。
  - 12月28日、『世界の貨幣物語 アンティークコイン101話』（平木啓一著）編集。
- 2023年
  - 3月、コイン専科が、2023年3月分の月間MVP「楽天ショップ・オブ・ザ・マンス」おもちゃ・ホビー・ゲームカテゴリのジャンル賞受賞[37]。
  - 3月28日 - 4月2日、「英国アンティーク博物館BAM鎌倉」を手掛けるファーマブリッジとの共催イベント「英国アンティークコイン展」および「対談イベント」を開催[38][39]。
  - 10月28日、英国王立造幣局ロイヤルミントとの、公式代理店契約を締結[40][41]。
  - 11月、楽天市場にて2023年11月度の"月間優良ショップを"受賞[42]。
  - 12月、「楽天ショップ・オブ・ザ・イヤー2023」にて同社運営の「コイン専科 楽天市場店」が「おもちゃ・ホビー・ゲーム」にて、ジャンル賞を受賞[43]。
- 2024年
  - 3月6日 - 「脱・税理士スガワラくん」を運営する菅原由一によるセミナー「究極の資金繰り戦略」を、神戸芸術センターにて開催[44]。
  - 4月27日 - 評論家・副島隆彦による講演会「金、銀、プラチナの今後の動向」を、神戸芸術センターにて開催[45]。
  - 4月 - 4月度楽天市場月間優良ショップ「ジャンル賞」受賞[46]。
  - 6月15日 - 6月30日、第2回『英国アンティークコイン展 – 英国女王の華麗なる変遷を辿る 』開催（BAM鎌倉と共催）。世界に一枚のみ現存する「ウナ＆ライオン5キロ試作金貨」が2日間限定公開されるなどした[47]。
  - 10月12日、評論家・副島隆彦による講演会「CBDCに備えつつ為替と株の乱高下時代に金・銀に移行しなさい」を、AP名古屋にて開催[48]。
- 2025年
  - Yahoo!ショッピングエリア部門受賞「関西エリア部門/趣味カテゴリ」2位を受賞[49]。
  - 1月8日、楽天ヴィッセル神戸株式会社が運営する日本プロサッカーリーグ（Jリーグ）加盟チーム「ヴィッセル神戸」とオフィシャルパートナー契約を締結[4]。
  - 4月4日開業予定の「GLION ARENA KOBE」を中核施設とする神戸の新ランドマーク「TOTTEI KOBE」運営元である株式会社One Bright KOBEが掲げる神戸アリーナプロジェクト協創パートナーシップにおいて「First Partner」契約を締結[50]。